# San José el Viejo
San José el Viejo är en ort i Mexiko.   Den ligger i kommunen Tamasopo och delstaten San Luis Potosí, i den centrala delen av landet, 250 km norr om huvudstaden Mexico City. San José el Viejo ligger 280 meter över havet och antalet invånare är 472.
Terrängen runt San José el Viejo är huvudsakligen kuperad. San José el Viejo ligger nere i en dal. Runt San José el Viejo är det ganska glesbefolkat, med 48 invånare per kvadratkilometer. Närmaste större samhälle är Puhuitzé, 18,5 km öster om San José el Viejo. I omgivningarna runt San José el Viejo växer huvudsakligen savannskog.